# Frank Simon
Frank Simon (Cincinnati (Ohio), 26 november 1889 – aldaar, 28 januari 1967) was een Amerikaans componist, dirigent en kornettist.

## Levensloop
Een jaar na de geboorte van Frank vertrok de familie naar Middletown (Ohio) en opende aldaar een winkel. Op 9-jarige leeftijd ontdekte hij een fluit en oefende zelf met een onjuiste houding van zijn lichaam en valse vingerposities. Daarom vroeg hij zijn moeder een cornet te kopen. Toen hij 11 jaar was, kreeg hij lessen van de dirigent van de plaatselijke harmonie, Q.C. Buckles. Al spoedig was Frank lid van het harmonieorkest en toen in 1903 Buckles vertrok, wees hij Frank op 14-jarige leeftijd aan als zijn opvolger.
Frank volgde verdere lessen bij William J. Kopp, de eerste trompettist van het Cincinnati Symphony Orchestra, en die bracht hem ook naar het Cincinnati College-Conservatory of Music. In 1905 beval Kopp hem aan bij de bekende Herman Bellstedt, een zeer populaire cornetsolist en componist tijdens zijn medewerking in de Sousa-Band. Maar Kopp richtte een eigen harmonieorkest op en Frank werd de cornetsolist in dit orkest. In 1912 werd hij cornetsolist in het Cincinnati Symphony Orchestra, dat toen gedirigeerd werd door Leopold Stokowski.
Toen Simon 25 was, kondigde Herbert Lincoln Clark aan, dat hij als cornettist de Sousa-Band zou gaan verlaten. Herman Bellstedt, een goede vriend van John Philip Sousa, legde Sousa uit dat Frank Simon de juiste persoon was om Herbert Lincoln Clark te vervangen. Van 1914 tot 1920 was Frank Simon solocornettist in de Band van Sousa. Simon leerde van Sousa ook veel van zijn vakbekwaamheid als dirigent.
In 1917 en 1918 was er een onderbreking van de activiteiten van de Sousa Band als gevolg van de Eerste Wereldoorlog. Maar in de zomer van 1918 ging de band weer op tournee en Frank Simon was vanzelfsprekend weer daarbij. In 1920 stopte hij in de Sousa Band, omdat hij bij een vakantie in Middletown (Ohio) in contact kwam met bestuursleden van de American Rolling Mill Corporation (ARMCO), die een eigen harmonieorkest in haar bedrijf wilden oprichten. Frank Simon was als dirigent uitgekozen. De meeste medewerkers die geïnteresseerd waren in het harmonieorkest mee te spelen, hadden weinig of geen muzikale ervaring. Maar op 7 januari 1921 telde dit orkest 40 spelende leden. Op 25 januari 1925 maakte het harmonieorkest voor een uitzending op de Thanksgiving Day zijn eerste radio-opname bij de WLW Broadcasting Corporation. In 1928 werd het orkest uitgenodigd dagelijks twee concerten te verzorgen tijdens de een week durende Canadian National Exposition. Deze concerten waren een groot succes en de dagbladen in Canada en de Verenigde Staten brachten grote berichten over dit gebeuren.
Tijdens de Grote Depressie kwam ook de American Rolling Mill Corporation (ARMCO) in grote financiële problemen. In november 1929 kon Simon een deel van zijn muzikanten voor financiële problemen behoeden en onder toevoeging van professionele blazers van de Cincinnati Symphony Orchestra het orkest transformeren tot het radioharmonieorkest van de WLW Broadcasting Corporation.
Frank Simon behoorde ook bij de oprichters van de American Bandmaster Association (ABA).
In 1930 werd hij eredoctor van het Capital College of Oratory and Music.
In 1934 begon de National Broadcasting Company (NBC) ermee concerten van de Armco band als "Armco Band of NBC radio fame" uit te zenden en het werden ten minste 13 concerten per jaar. De populariteit van Frank Simon werd zeer groot door deze uitzendingen en hij werd uitgenodigd als gastdirigent van high schools, universiteiten en stedelijke harmonieën in de hele Verenigde Staten.
In 1932 richtte hij de afdeling voor harmonieorkesten aan het Cincinnati College-Conservatory of Music (CCM) in Cincinnati (Ohio) op, waar hij 20 jaar doceerde. Voor de ontwikkeling was het belangrijk dat instrumentenbouwers en -fabrieken financiële steun gaven. Aanvankelijk was de instrumentenbouwer Holton de grootste sponsor, maar later werd het de H. N. White Company waarmee Simon ook bij de ontwikkeling van cornetten samenwerkte.
Alhoewel de Armco-band een van de bekendste bands in de Verenigde Staten was, stopte het bestuur van American Rolling Mill Corporation (ARMCO) in 1939 met het orkest, en Simon was van toen af aan uitsluitend docent. Vanaf 1955 doceerde hij aan de Universiteit van Arizona in Tucson.
Als componist schreef hij werken voor cornet en harmonieorkest.

## Composities

### Werken voor harmonieorkest
- 1918 Willow Echoes, voor cornet en harmonieorkest
- 1932 Miss Blue Bonnet, voor cornet en harmonieorkest
- 1957 Here comes the Band, mars

## Publicaties
- Christopher L. Chaffee: Music as Advertising: The Story of the ARMCO Band, dissertatie, University of Cincinnati, 20 november 2003, (en)  Christopher Lloyd.pdf?ucin1069350175